# Jussas
Jussas é uma comuna francesa na região administrativa da Nova Aquitânia, no departamento de Charente-Maritime. Estende-se por uma área de 9,11 km². Em 2010 a comuna tinha 157 habitantes (densidade: 17,2 hab./km²).